# سميرة (اسم)
سميرة هو اسم علم مؤنث شخصي من أصل عربي سنسكريتي وهو مؤنث اسم سمير بإضافة التاء المقصورة له، ومعناه السمراء.

## الشخصيات
- سميرة موسى فيزيائية نووية مصرية.
- سميرة سعيد مغنية مغربية.
- سميرة توفيق مغنية لبنانية.
- سميرة الشهبندر الزوجة الثانية للرئيس العراقي السابق صدام حسين.
- سميرة إبراهيم ناشطة مصرية.
- سميرة محسن ممثلة مصرية.
- سميرة أحمد ممثلة مصرية.
- سميرة أحمد ممثلة إماراتية.
- سميرة عبد العزيز ممثلة مصرية.
- سميرة المقرون ممثلة تونسية.
- سميرة البيطار سباحة بحرينية أردنية.
- سميرة بارودي ممثلة لبنانية.
- سميرة خاشقجي صحفية وروائية مصرية سعودية.
- سميرة خلوصي ممثلة مصرية.
- سميرة سيطايل إعلامية فرنسية مغربية.
- سميرة صدقي ممثلة مصرية.
- سميرة عزام صحفية فلسطينية.
- سميرة عابد ممثلة بحرينية.
- سميرة مدني مذيعة سعودية.
- سميرة مليان مغنية مغربية.
- سميرة بليل ناشطة وكاتبة فرنسية.